# Stolonophora
Stolonophora es un género de musgos hepáticas de la familia Geocalycaceae. Comprende 2 especies descritas y aceptadas.

## Taxonomía
El género fue descrito por J.J.Engel R.M.Schust.  y publicado en Fieldiana, Botany 36: 111. 1975. La especie tipo es: Stolonophora abnormis (Besch. & C. Massal.) J.J. Engel & R.M. Schust.

## Especies aceptadas
A continuación se brinda un listado de las especies del género Stolonophora aceptadas hasta marzo de 2015, ordenadas alfabéticamente. Para cada una se indica el nombre binomial seguido del autor, abreviado según las convenciones y usos.	
- Stolonophora abnormis (Besch. & C. Massal.) J.J. Engel & R.M. Schust.
- Stolonophora perssonii (R.M. Schust.) J.J. Engel & R.M. Schust.